# カタフラクト

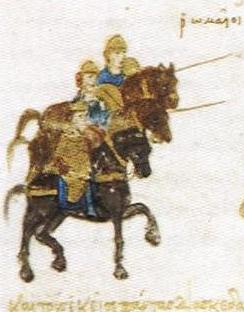
『スキュリツェス年代記』に描かれた東ローマの重装騎兵

カタフラクトまたはカタフラクトス（古代ギリシャ語: κατάφρακτος, Kataphraktos）は、古代末期のローマ帝国ないし東ローマ軍で考え出された複数の武器と重装甲を持った重騎兵。特に突撃の際に重要になる軍馬の前方のみに装甲を施した騎兵をいう。ギリシア語で「甲冑に囲まれた（もの）」に由来する。また、彼らと戦ったサーサーン朝ペルシアやその周辺国家の同様の重騎兵に対しても呼称する。

## 概要

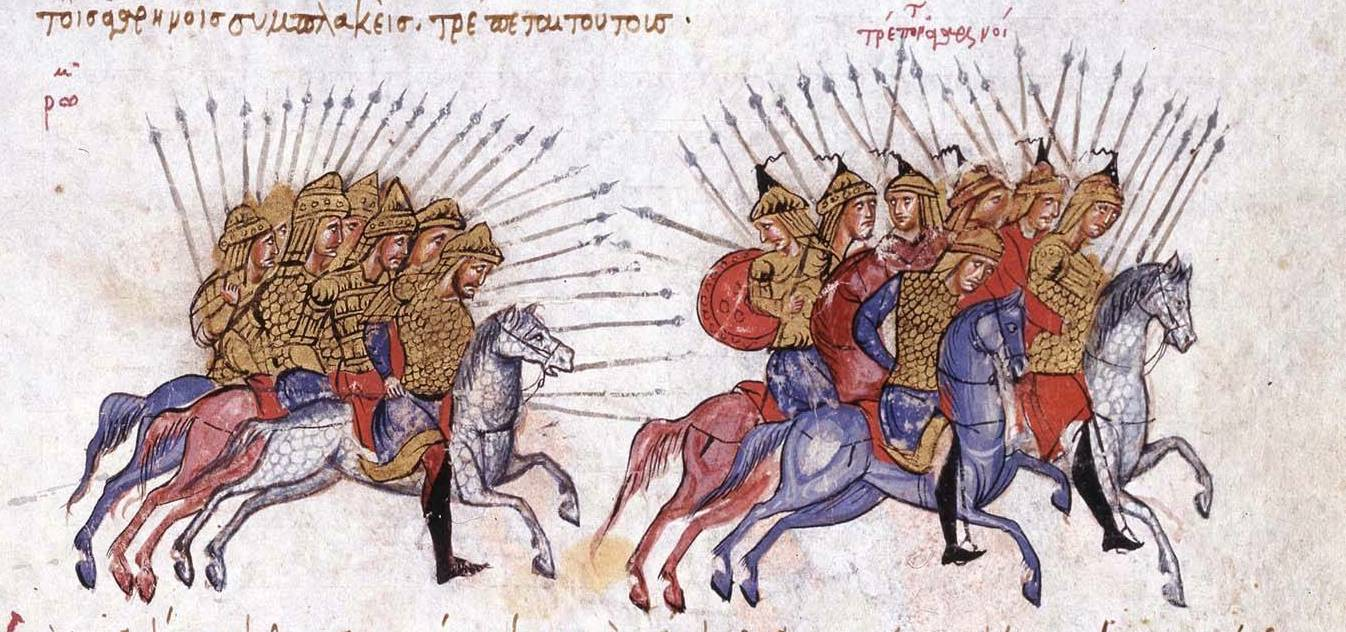
アラブ騎兵を敗走させる東ローマの重装騎兵（左）（『スキュリツェス年代記』より）。

東ローマが、サーサーン朝ペルシャとの戦闘の教訓から、重装歩兵によるそれまでの戦闘教義が維持不能と判断し、ペルシャ風の騎兵を使った新しい戦闘教義として生み出した。また、東ローマが導入する以前にもトラキア人やサルマタイ人には同様の重装騎兵が存在したという。
当初はパルティアやペルシャに似た弓騎兵が主であったが、ベリサリウスによってフン族の合成弓やアヴァール人の騎槍、丈の長い鎖帷子、棒状の金属板を束ねた脛当てが取り入れられたと言われ、また後のニケフォロス2世フォカスの時代に、弓・剣・長槍・盾を持つ、強力な重装騎兵軍団となり、ファーティマ朝との戦いで活躍した。乗り手と馬の着用する鎧はラメラーアーマーか鎖帷子のどちらかが主だったが、その２つやキルティング製の鎧を重ね着することも多かった。さらに、ごく一部では馬ではなくラクダに装甲をほどこしたカタフラクトも存在した。
のちの騎士と違い、軍団兵の延長であるカタフラクトは、あくまで兵隊としての騎兵であり、社会的地位は付帯していない。
主に騎乗技術に長けたギリシャ以北のバルカン半島やアナトリア高原などの住民がカタフラクトとなったが、東ローマ帝国が衰退し、優れた騎兵を輩出したこれらの土地を喪失してしまったことがさらに帝国の衰退を早めてしまった。アナトリアを喪失したコムネノス朝以降の騎兵は、クマン人、トルコ人などの遊牧民出身の軽騎兵によって賄われていた。

## クリバナリウス

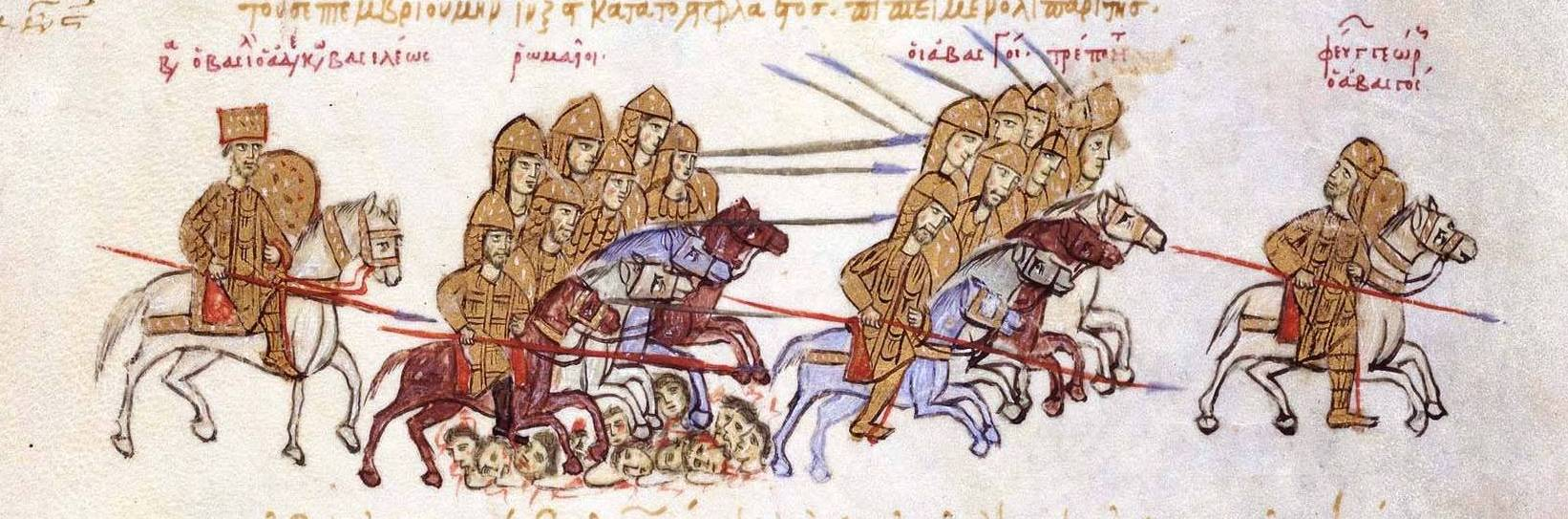
『スキュリツェス年代記』に描かれた東ローマのクリバノフォロス（但し騎兵の顔面防具と馬甲は描かれていない）

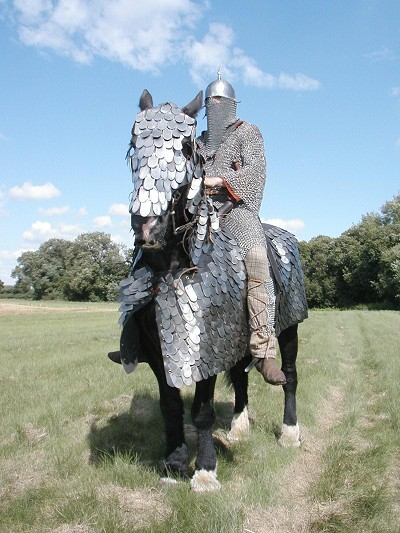
サーサーン朝のカタフラクト（ローマのクリバナリウスに相当。本文参照）の再現（2003年、オックスフォード）

軍馬の前方のみに装甲を施した騎兵をカタフラクトと呼んだのに対して、軍馬全体に装甲を施した超重装騎兵ともいうべき重騎兵はクリバナリウス（ラテン語: CLIBANARIUS）と呼ばれた。見た目の印象から「パン焼き釜」(ラテン語:CLIBANUS)に由来する。ローマと戦ったオリエント諸国でも装備の度合いによってカタフラクトとクリバナリウスに分別したが、ローマとは逆でより重装備の騎兵の方がカタフラクトだった。
馬だけでなく乗り手もより重装備で、例えばより露出度の少ない兜を付け、鎖帷子を金属板で補強するなどしていた。当然の事ながら配備と維持がカタフラクトよりも難しいためにそれ程多く編成されず、一時期は全く編成されなかった。
重装備であるから同じく重装騎兵が主力のペルシャやパルミュラなどには大きな成果を上げることができたが、軽装騎兵が主力のイスラム勢力に対してはあまり有効な戦力にはならないこともあったと考えられる。例えば重装備の人馬が一体となった騎槍による突撃は確かに敵に対して強力な打撃となったが、白兵戦となると重装備故に機敏に動けず、逆にその槍をつかまれれば身動きが取れなくなり、不利な状況に陥るからである。また、射騎戦においても通常の弓騎兵が行うような射撃と機動力を十分に活かした戦術を取ることは不可能だった。
10世紀のニケフォロス2世フォカスの時代にクリバノフォロス（ギリシア語: κριβαναριοσ）という名で再度登場し、その後のヨハネス1世ツィミスケスの治世では東ローマ領へ侵攻してきたキエフ大公スヴャトスラフ1世の軍勢を打ち破るなどの成果につながった。クリバノフォロスは戦場では10-12列の縦深を持つくさび型の陣形に整列し、その衝撃力で敵陣に打撃を加え、突破あるいは殲滅する役割を担った。10世紀後半-11世紀前半の東ローマ帝国の軍事的成功を支えたが1071年のマンツィケルトの戦いでの敗北以降は編成されなくなったと見られる。

## カタフラクトが関わった戦闘
- カシリナムの戦い